# Jushan Bai
Jushan Bai (* im 20. Jahrhundert) ist ein chinastämmiger Wirtschaftswissenschaftler.

## Werdegang, Forschung und Lehre
Bai studierte Mathematik an der Nankai-Universität in Tianjin, an der er zunächst 1982 als Bachelor of Science und 1985 als Master of Arts graduierte. Anschließend setzte er sein Studium in den Vereinigten Staaten fort, an der Pennsylvania State University schloss er 1988 ein Master-Studium in Wirtschaftswissenschaft ab. Mit einer Arbeit über Ökonometrie beendete er 1992 unter Betreuung von Thomas Rothenberg erfolgreich sein Ph.D.-Studium.
Ab 1992 gehörte Bai zunächst als Assistant Professor und ab 1997 als Associate Professor dem wissenschaftlichen Personal des Massachusetts Institute of Technology an. 1998 wechselte er ans Boston College, an dem er im folgenden Jahr zum ordentlichen Professor berufen wurde. 2002 folgte er einem Ruf an die New York University, 2008 einem Ruf an die Columbia University. 
Bais Spezialgebiete liegen im Bereich der Ökonometrie, wobei er sich insbesondere auf Fragestellungen aus der Zeitreihenanalyse, der hochdimensionalen Faktorenanalyse und der Paneldatenanalyse fokussiert. 
Seit 2013 ist Bai Fellow der Econometric Society. Bereits seit 2009 ist er Fellow des Journal of Econometrics, bei dem er seit April 2012 zudem als Associate Editor zur Redaktion gehört. Vergangene und aktuelle Engagements in Chefredaktionen umfassen Periodika wie Econometrica, Econometric Theory, Studies of Nonlinear Dynamics and Econometrics, Economics Letters und Annals of Economics and Finance.